# Sergio Mantecón
Sergio Mantecón Gutierrez (ur. 25 września 1984 w  Lorca) – hiszpański kolarz górski, przełajowy i szosowy, wicemistrz Europy MTB.

## Kariera
Największy sukces w karierze Sergio Mantecón osiągnął w 2012 roku, kiedy zdobył srebrny medal w cross-country podczas mistrzostw Europy w kolarstwie górskim w Moskwie. W zawodach tych wyprzedził go tylko Niemiec Moritz Milatz, a trzecie miejsce zajął Szwajcar Ralph Näf. W tym samym roku Hiszpan brał udział w igrzyskach olimpijskich w Londynie, gdzie rywalizację w cross-country zakończył na 22. miejscu. Ponadto bł między innymi ósmy na mistrzostwach świata w maratonie MTB w St. Wendel w 2010 roku oraz dziesiąty w cross-country podczas mistrzostw świata w Leogang w 2012 roku. Startował także w wyścigach szosowych. Jego największe sukcesy w tej dyscyplinie to zwycięstwo w hiszpańskim Cinturón a Mallorca w 2010 roku oraz drugie miejsce w Vuelta Ciclista a Cartagena rok wcześniej. Jest także mistrzem kraju w kolarstwie szosowym oraz brązowym medalistą mistrzostw Hiszpanii w kolarstwie przełajowym.